# 山岡直子
山岡 直子（やまおか なおこ）は、日本のアニメーター。東映アニメーション所属。

## 経歴
『ふたりはプリキュア』第17話で初原画を担当し、『ハートキャッチプリキュア!』第41話で初作画監督、『スマイルプリキュア!』では第1話や最終話などの作画監督を担当。『HUGっと!プリキュア』では偶数話の総作画監督を務め（奇数話は宮本絵美子）、『ヒーリングっど♥プリキュア』で初のキャラクターデザインを担当｡

## 参加作品

### テレビアニメ
- プリキュアシリーズ
  - ふたりはプリキュア（2004年 - 2005年、原画）
  - フレッシュプリキュア!（2009年 - 2010年、コスチュームデザイン・原画）
  - ハートキャッチプリキュア!（2010年 - 2011年、作画監督・原画）
  - スイートプリキュア♪（2011年 - 2012年、作画監督・原画）
  - スマイルプリキュア!（2012年 - 2013年、クラスメイトキャラクター設定・作画監督・原画）
  - ドキドキ!プリキュア（2013年 - 2014年、作画監督・原画）
  - ハピネスチャージプリキュア!（2014年 - 2015年、作画監督・原画）
  - 魔法つかいプリキュア!（2016年 - 2017年、原画）
  - キラキラ☆プリキュアアラモード（2017年 - 2018年、作画監督・原画）
  - HUGっと!プリキュア（2018年 - 2019年、総作画監督・原画）
  - スター☆トゥインクルプリキュア（2019年 - 2020年、作画監督・原画）
  - ヒーリングっど♥プリキュア（2020年 - 2021年、キャラクターデザイン・オープニング作画監督・作画監督）
- おジャ魔女どれみナ・イ・ショ（2005年、原画）
- リトルバスターズ! 〜Refrain〜（2013年、原画）
- まじもじるるも（2014年、原画）
- 繰繰れ! コックリさん（2014年、原画）
- 美少女戦士セーラームーンCrystal デス・バスターズ編（2016年、総作画監督・原画）
- ドラゴンクエスト ダイの大冒険（2021年、作画監督）
- ドラゴンボールDAIMA（2024年 - 2025年、総作画監督・作画監督・原画）

### Webアニメ
- 美少女戦士セーラームーンCrystal（2014年、原画）

### OVA
- リトルバスターズ! EX（2014年、原画）

### 劇場アニメ
- 金色のガッシュベル!! メカバルカンの来襲（2005年、原画）
- 映画 フレッシュプリキュア! おもちゃの国は秘密がいっぱい!?（2009年、原画）
- 映画 プリキュアオールスターズDX2 希望の光レインボージュエルを守れ!（2010年、原画）
- 映画 プリキュアオールスターズDX3 未来にとどけ世界をつなぐ虹色の花（2011年、原画）
- 映画 プリキュアミラクルリープ みんなとの不思議な1日（2020年、オリジナルキャラクターデザイン）
- 映画 ヒーリングっど♥プリキュア ゆめのまちでキュン!っとGoGo!大変身!!（2021年、キャラクターデザイン（川村敏江、爲我井克己と共同））
- わたしだけのお子さまランチ（2022年、オリジナルキャラクターデザイン）
- 映画 プリキュアオールスターズF（2023年、プリキュアシリーズキャラクターデザイン・作画監督）